# Parc du 2800e anniversaire d'Erevan
 (décembre 2020).
 (janvier 2021).
Le contenu est difficilement compréhensible vu les erreurs de traduction, qui sont peut-être dues à l'utilisation d'un logiciel de traduction automatique.
Le Parc du 2800e anniversaire d'Erevan (en arménien Երևանի 2800-ամյակի այգի) est inauguré le 10 mai 2019. C'est la donation des philanthropes Mikael et Karen Vardanyan a l'occasion du 2800e anniversaire de la fondation d'Erevan.
Le parc est bordé par les rues d'Italie, Beyrouth, Khorenatsi, et Saint Grigor Lusavorich. Les frontières du parc s'étendent de la statue de Stépan Shahoumian jusqu'à la statue d'Alexandre Myasnikian.

## Histoire
A une certaine époque, ce territoire était la panie marginale du parc anglais. Après la construction de la rue d'Italie en 2002, ce site semblait être isolé. En raison du manque de soins, la région était en mauvais état et avait cessé d’être un jardin. Il n'y avait que des arbres vieux, malades et pourris, des bancs usés et endommagés, des restes des fontaines détruites et en panne. Le Parc du 2800e anniversaire d'Erevan a été construit juste en cette zone au cours des années 2018-2019. La conception du parc a duré une demi-année et la construction a duré une année et demie. Tout a été modifié pendant la construction. Même le sol a été complètement remplacé.

## Espace vert
L’espace vert du parc couvre un territoire de 7500 mètres carrés. Il y a 369 arbres de 70 espèces dans le parc. Pour la plantation dans le parc 250 arbres uniques et exotiques pour l'Arménie. Les zones vertes sont arrosées par des systèmes automatiques d'égouttage et d'arrosage autonomes. Pour ne pas déranger les visiteurs, l'arrosage n'est effectué que la nuit.

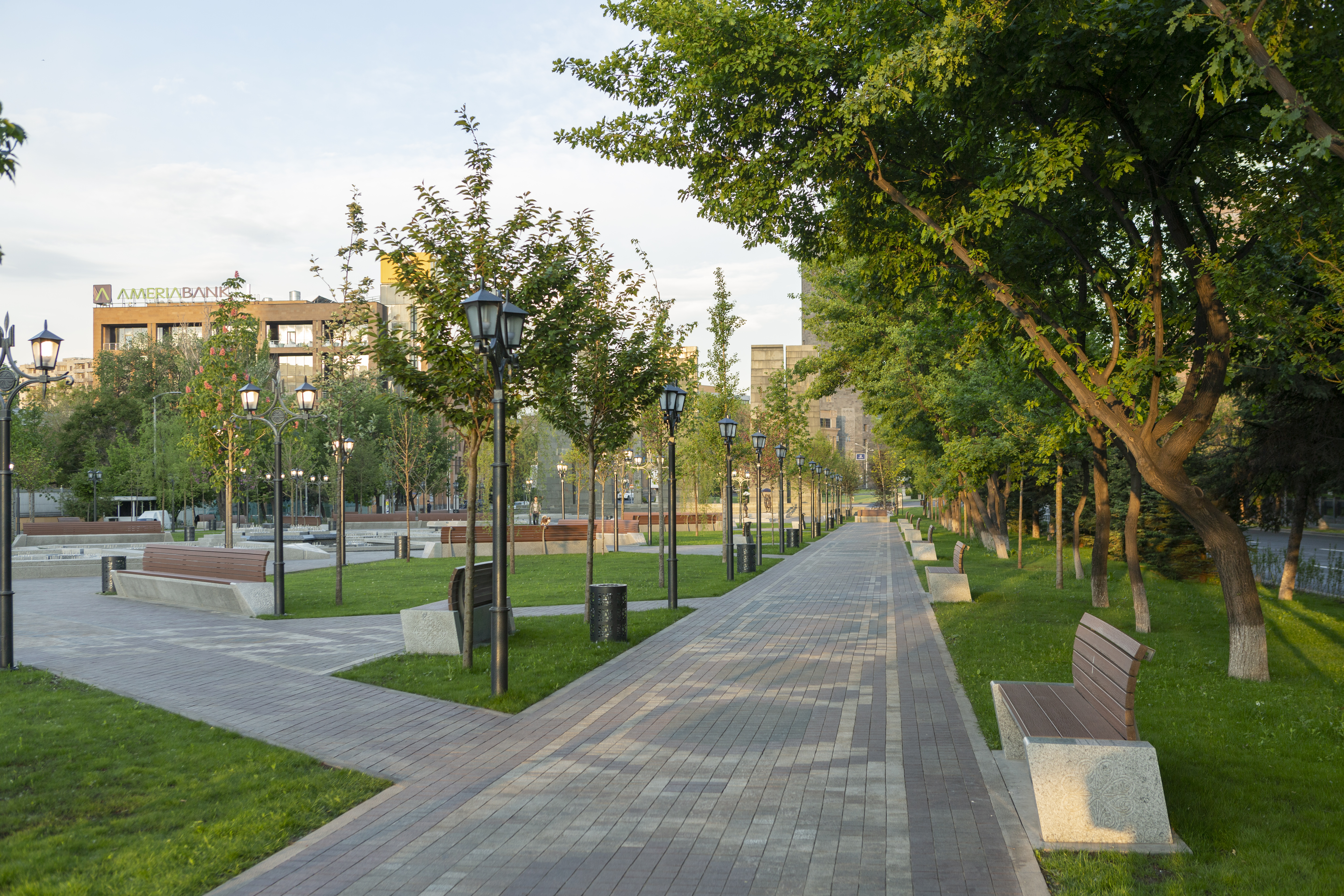
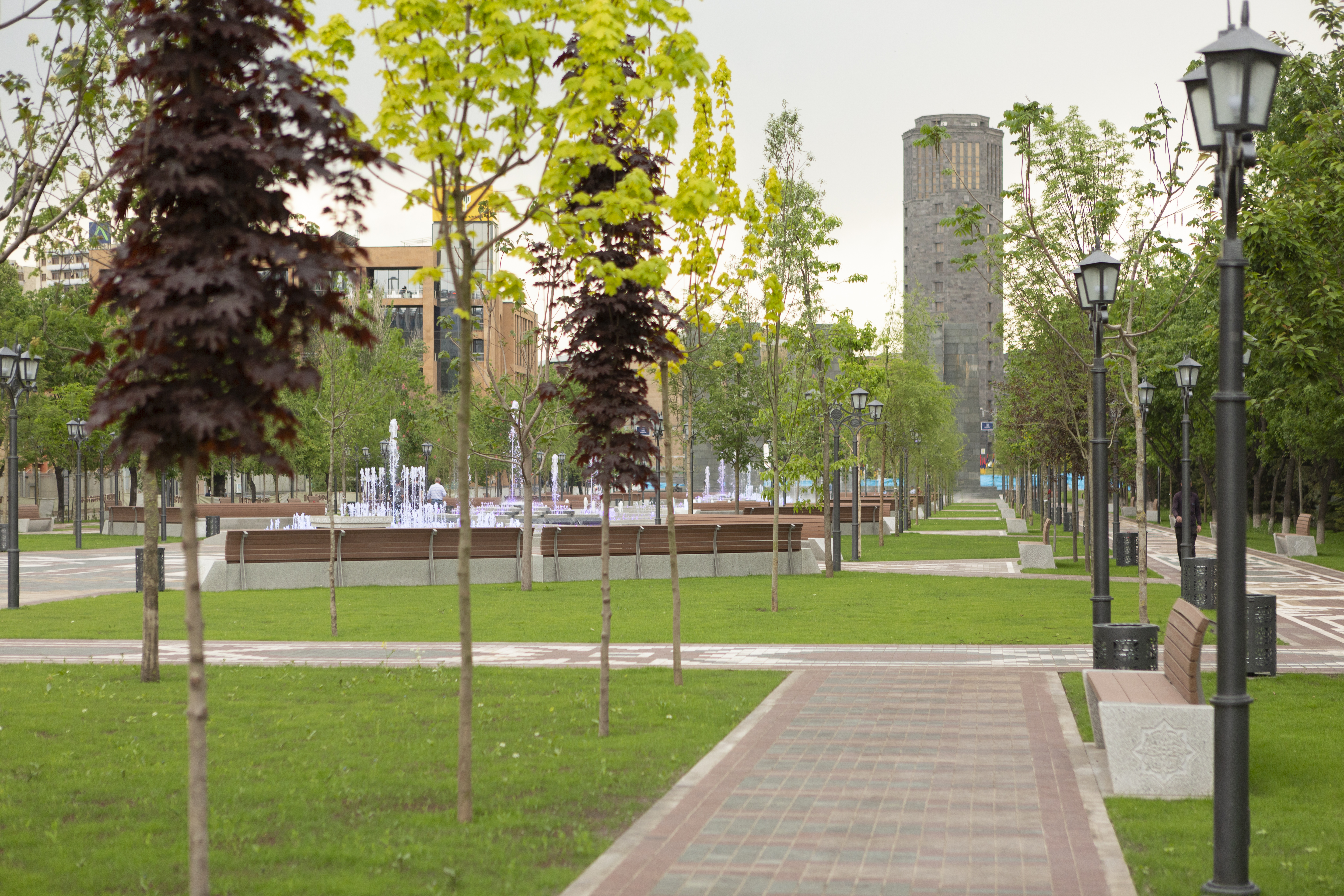
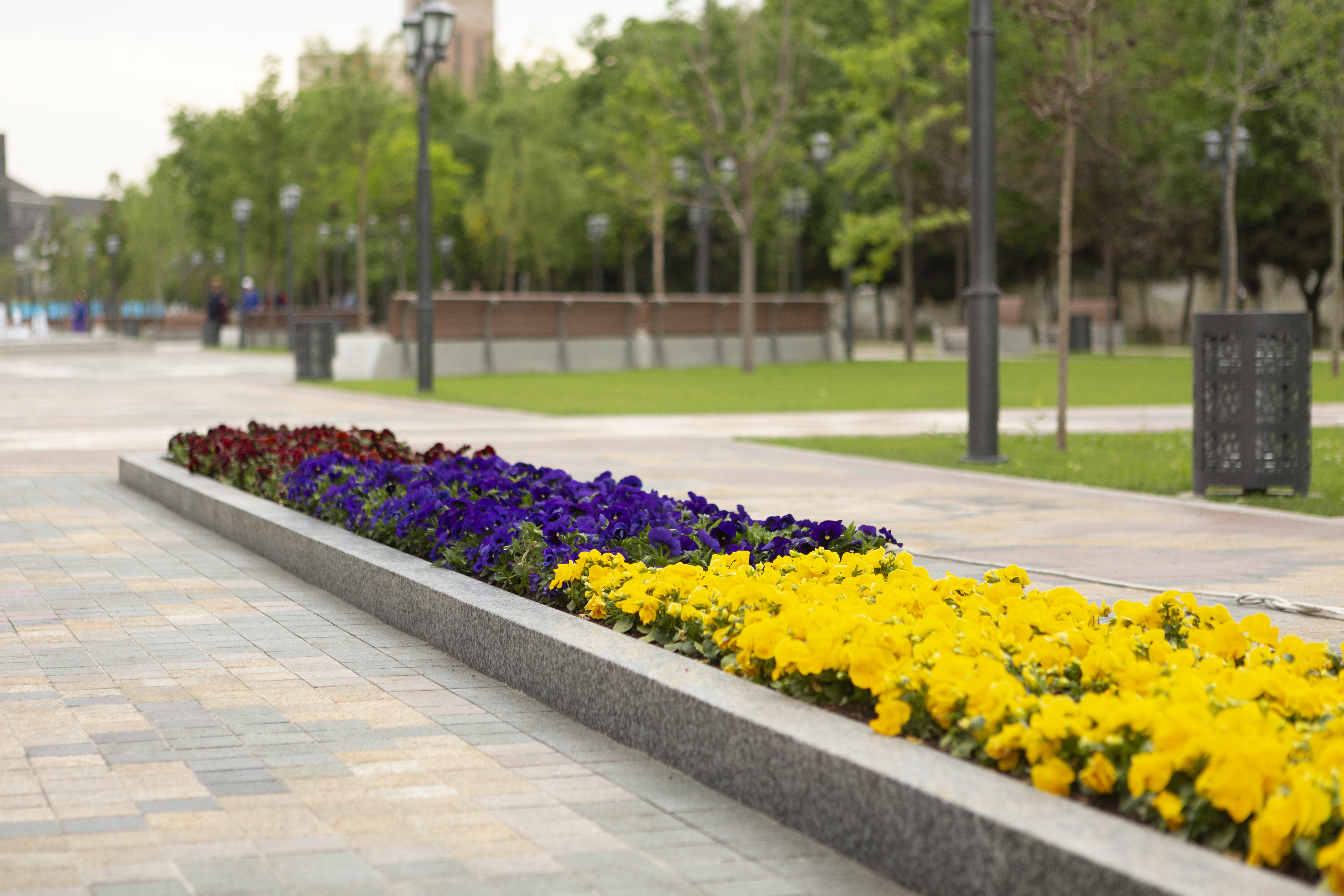

## Fontaines
Il y a 5 types de fontaines d’éclairage multi colores avec des piscines granitiques dans le parc: piétonne avec des eaux ascendantes, rotative, pétillante et voûtée. Les bassins de toutes les fontaines du parc sont construits en carreaux de granit de 2 couleurs sur lesquels des ornements traditionnels arméniens sont gravés. Le complexe de la fontaine contient 5 bassins de chaque côté et des fontaines à 2800 jets d'eau décorées avec des ornements arméniens en aluminium. Des arroseurs ont été placés aux 2 extrémités du complexe. Le design des motifs de granit et d'aluminium de chacun des 10 bassins est unique et inimitable.

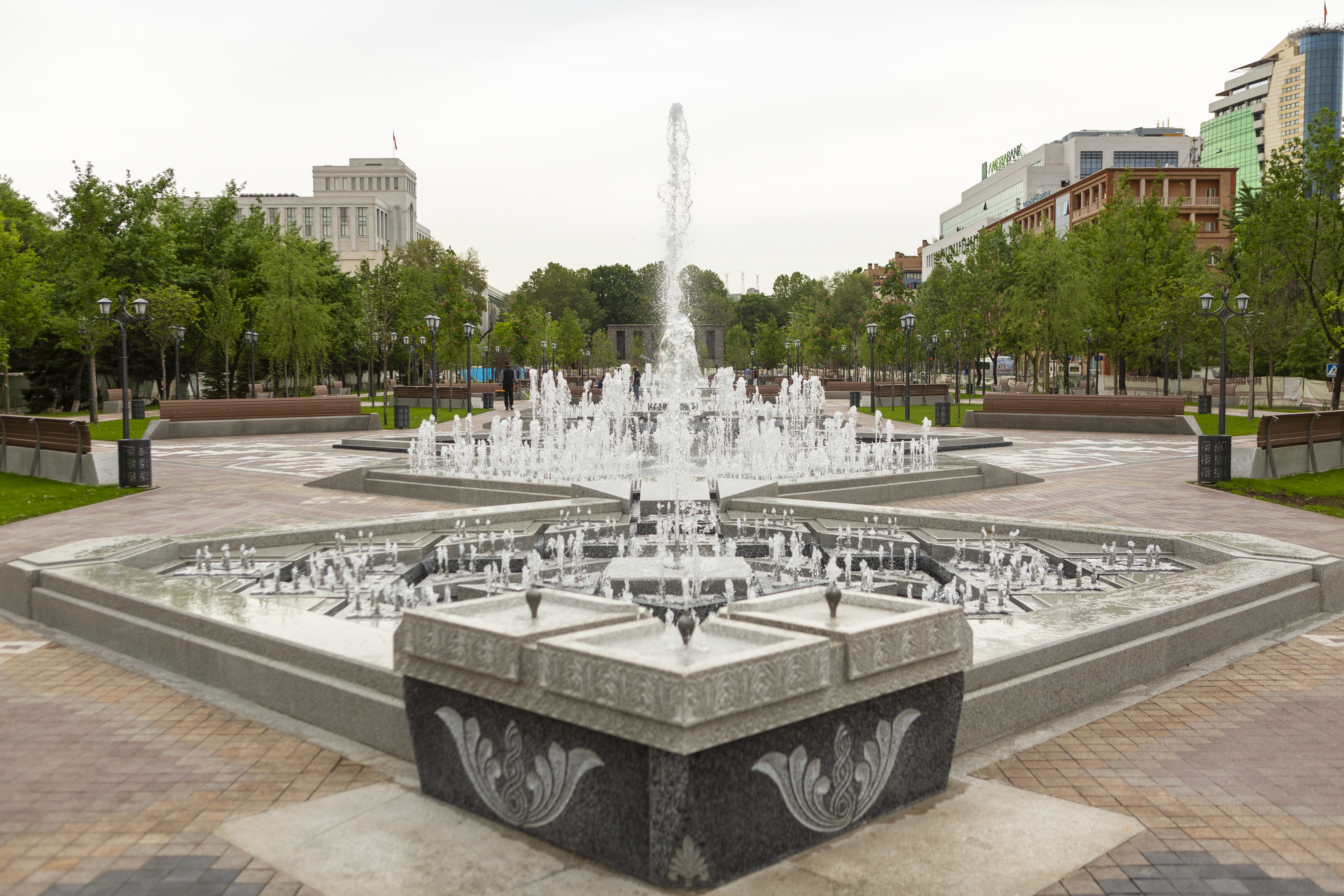
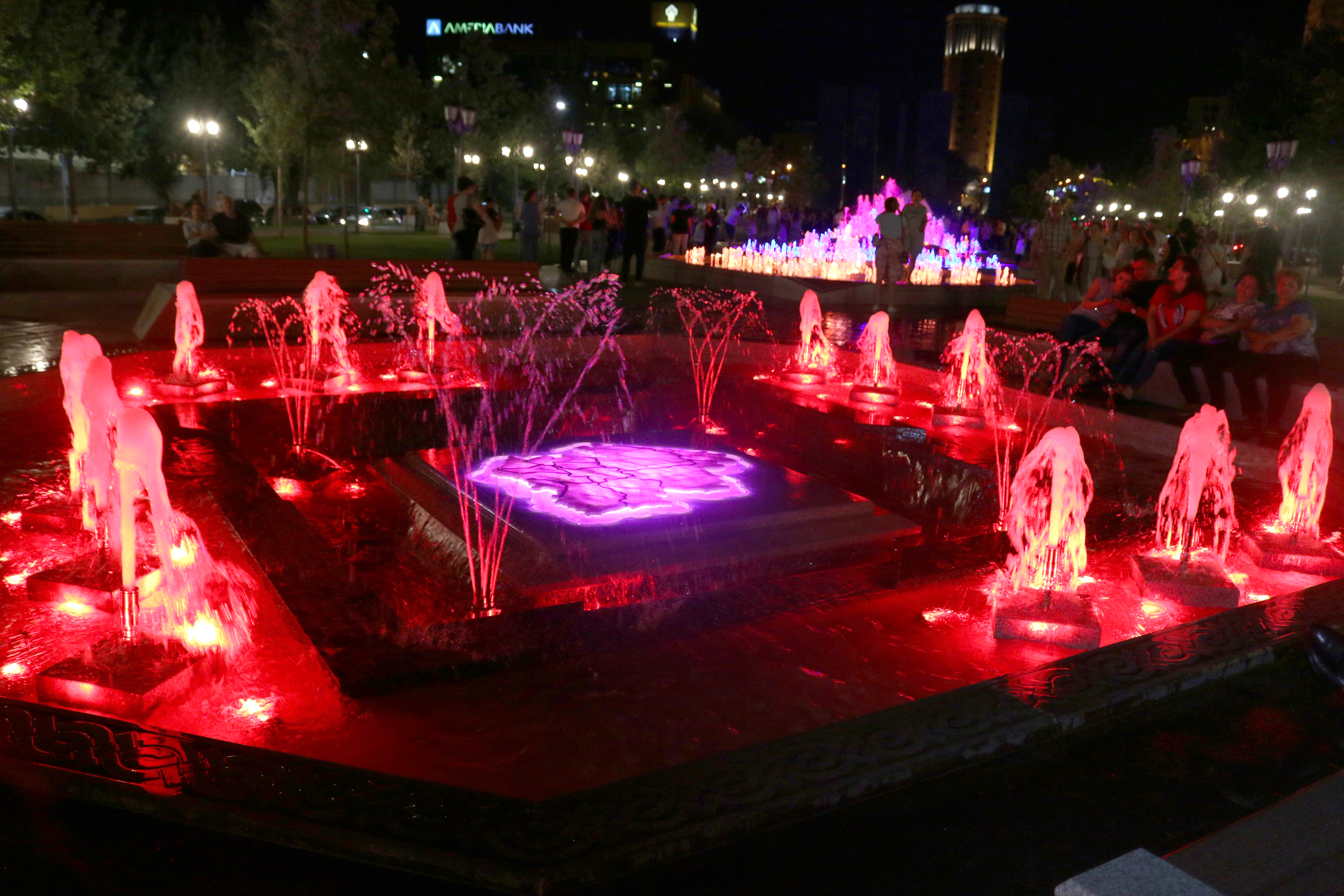
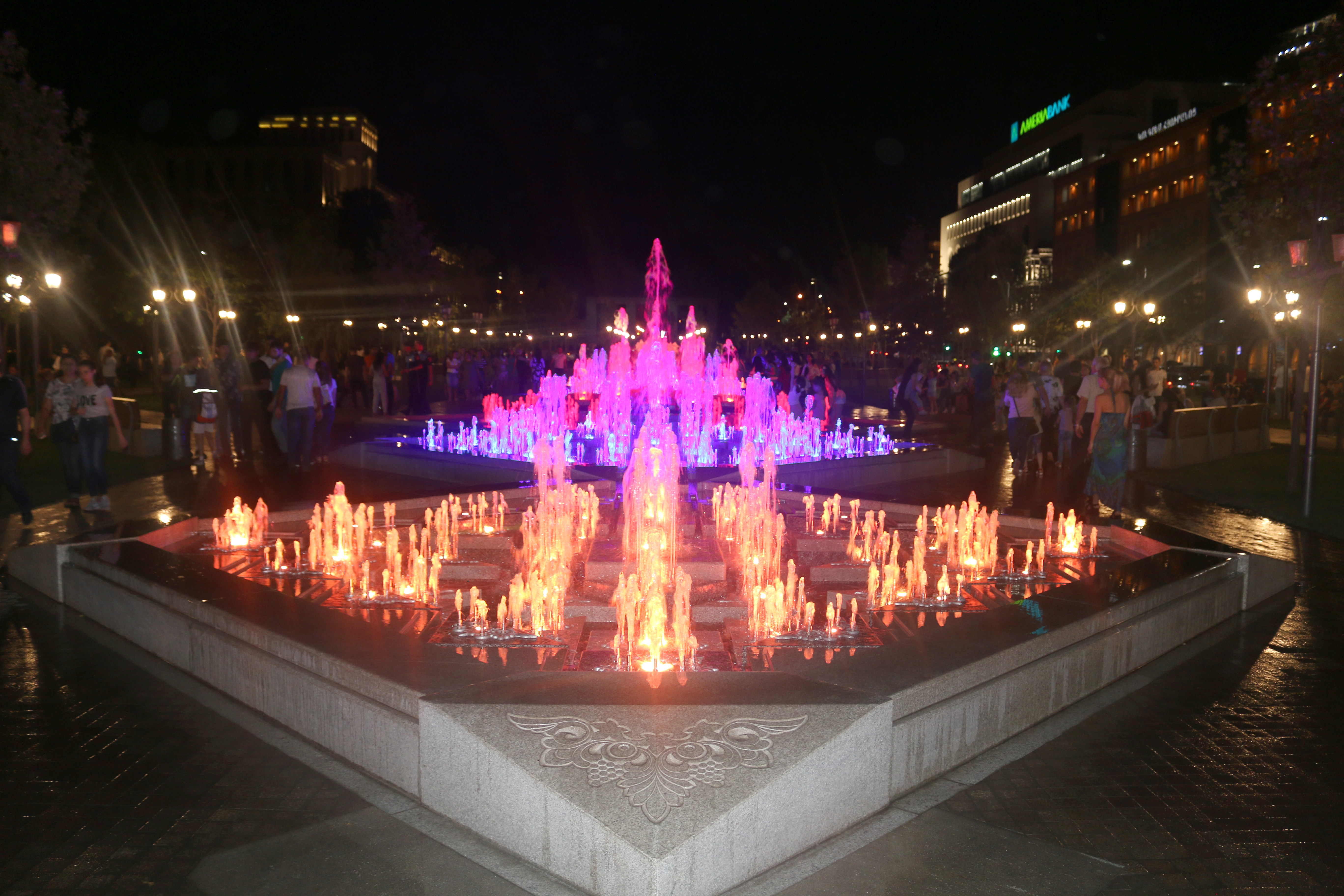
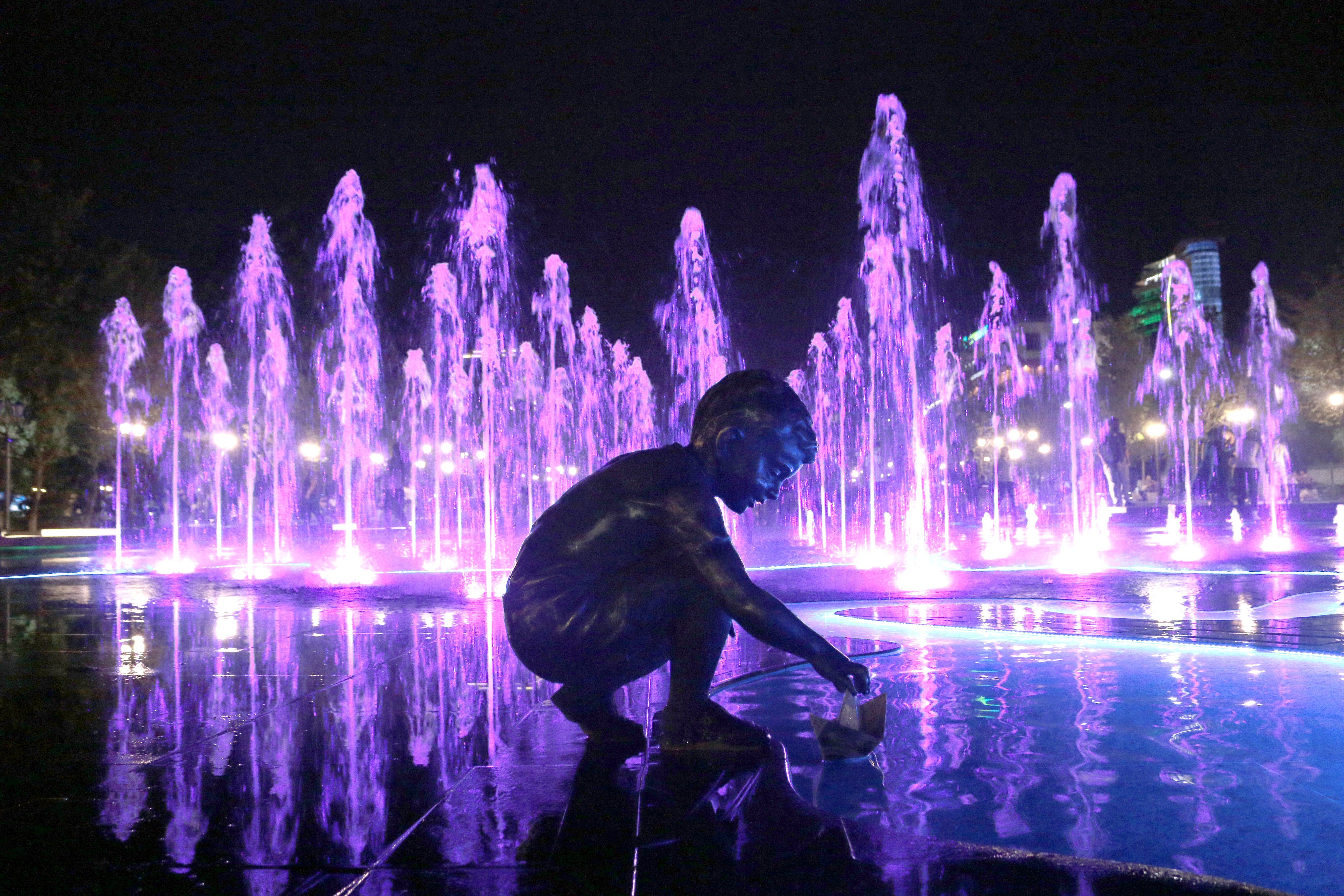
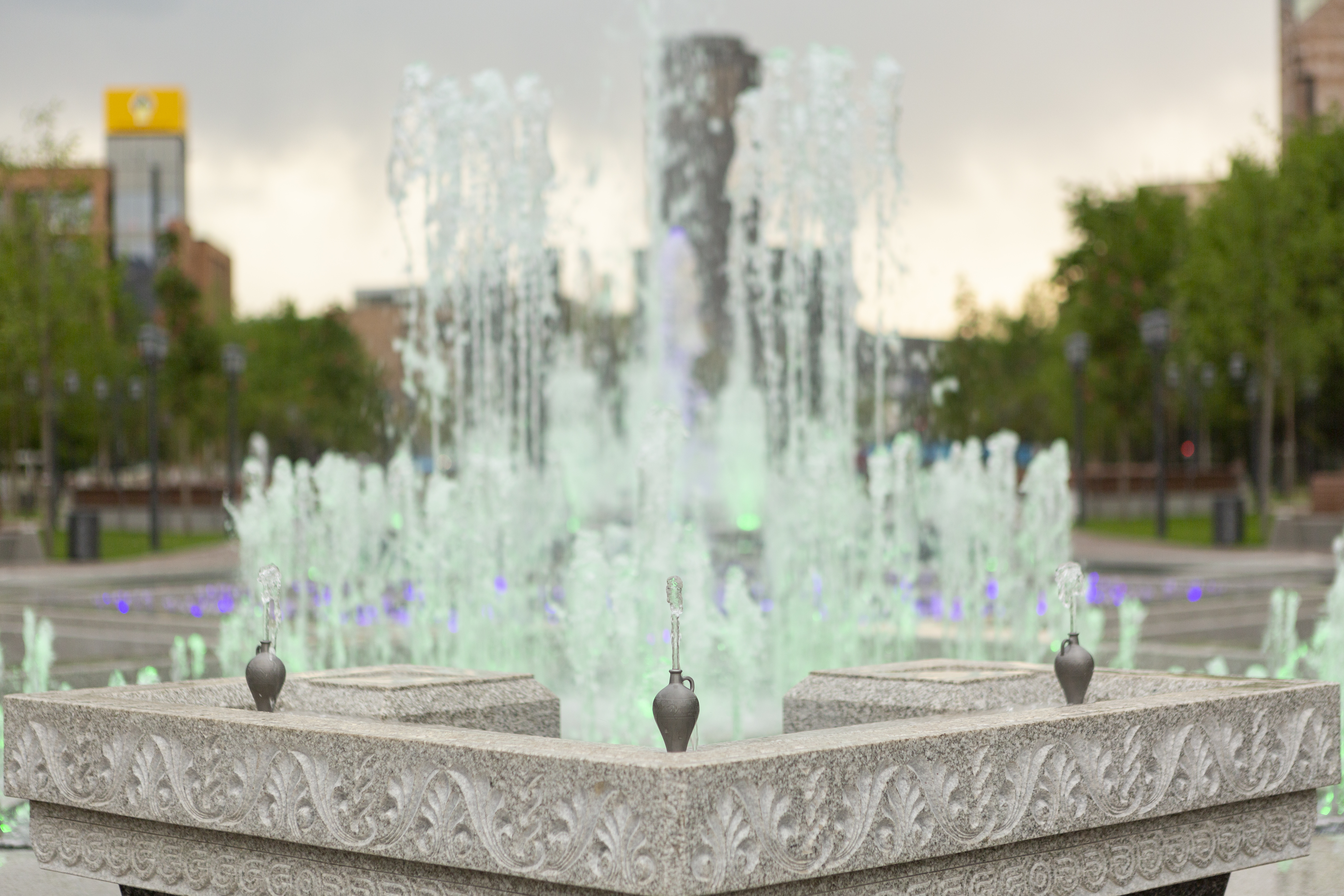
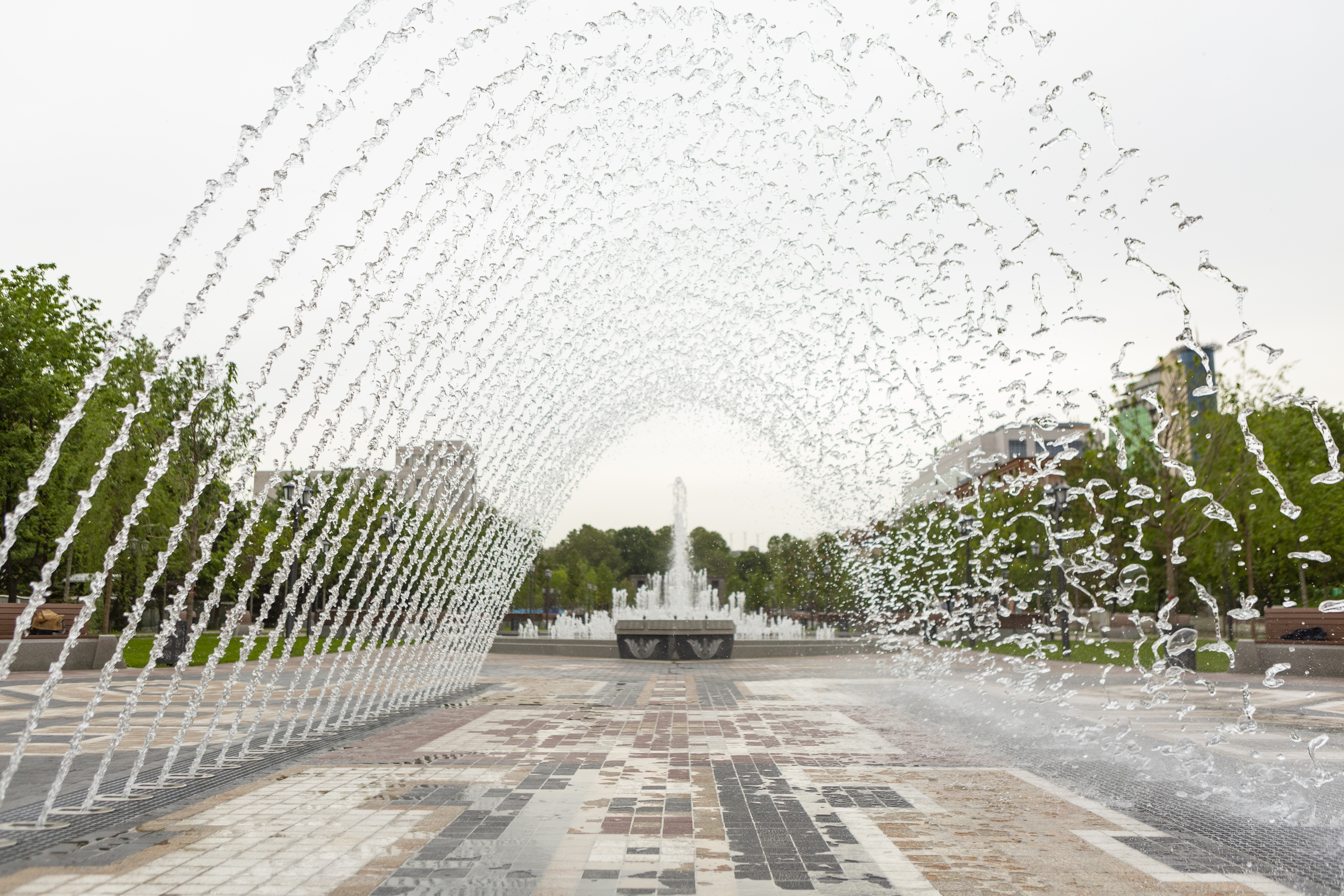
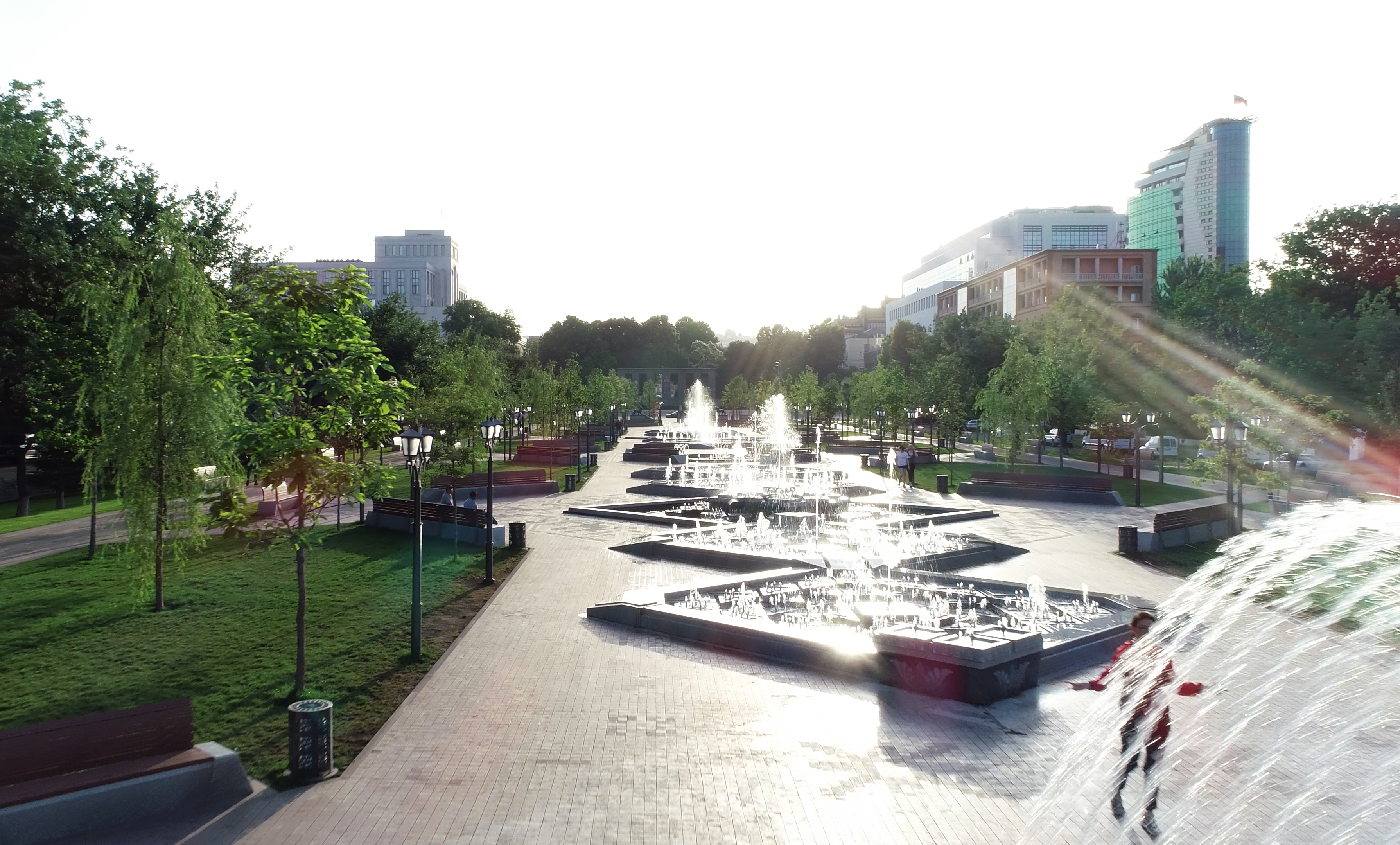

## Revêtement de carreau
Le revêtement de carreau de 5420 mètres carrés est construit à partir de 500000 pièces de 7 types de dalles de granit de 10 cm de largeur et de 5 cm d’épaisseur. Toute la surface sous le revêtement est renforcée par le béton à l’aide de son propre système de drainage. Les motifs de revêtement de carreau sont presque entièrement tirés des ornements des anciens tapis traditionnels arméniens, et une petite partie des ornements re prend les motifs de l'époque urartéenne de la forteresse d'Erebuni. Les ornements et les motifs en aluminium sur les surfaces de granit des éléments architecturaux du parc ont été réalisés avec des motifs de célèbres monuments architecturaux créés par Alexandre Tamanian, Jim Torosian, Mark Grigorian, Rafael Israelian et Stepan Kurkchian.

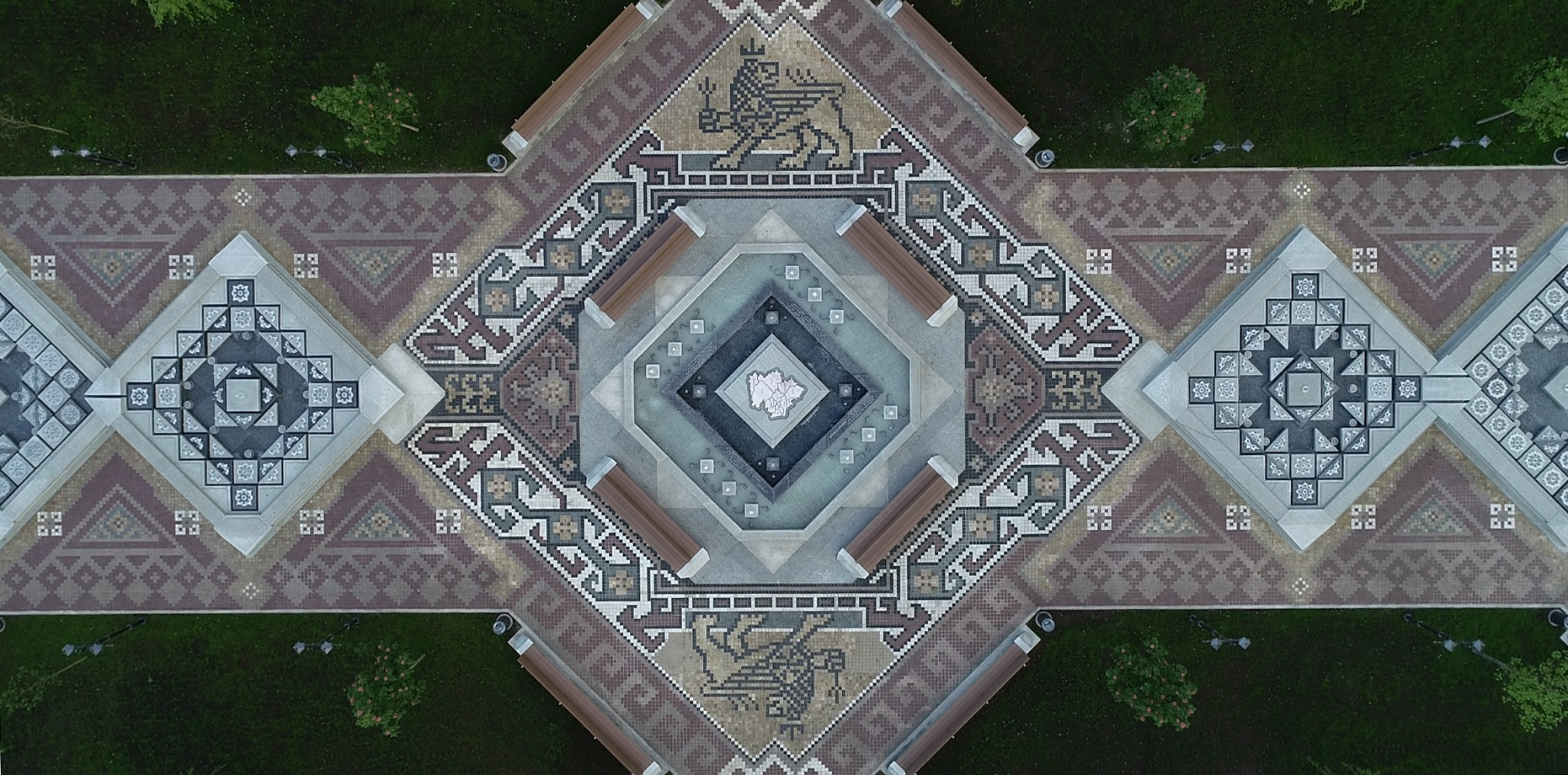
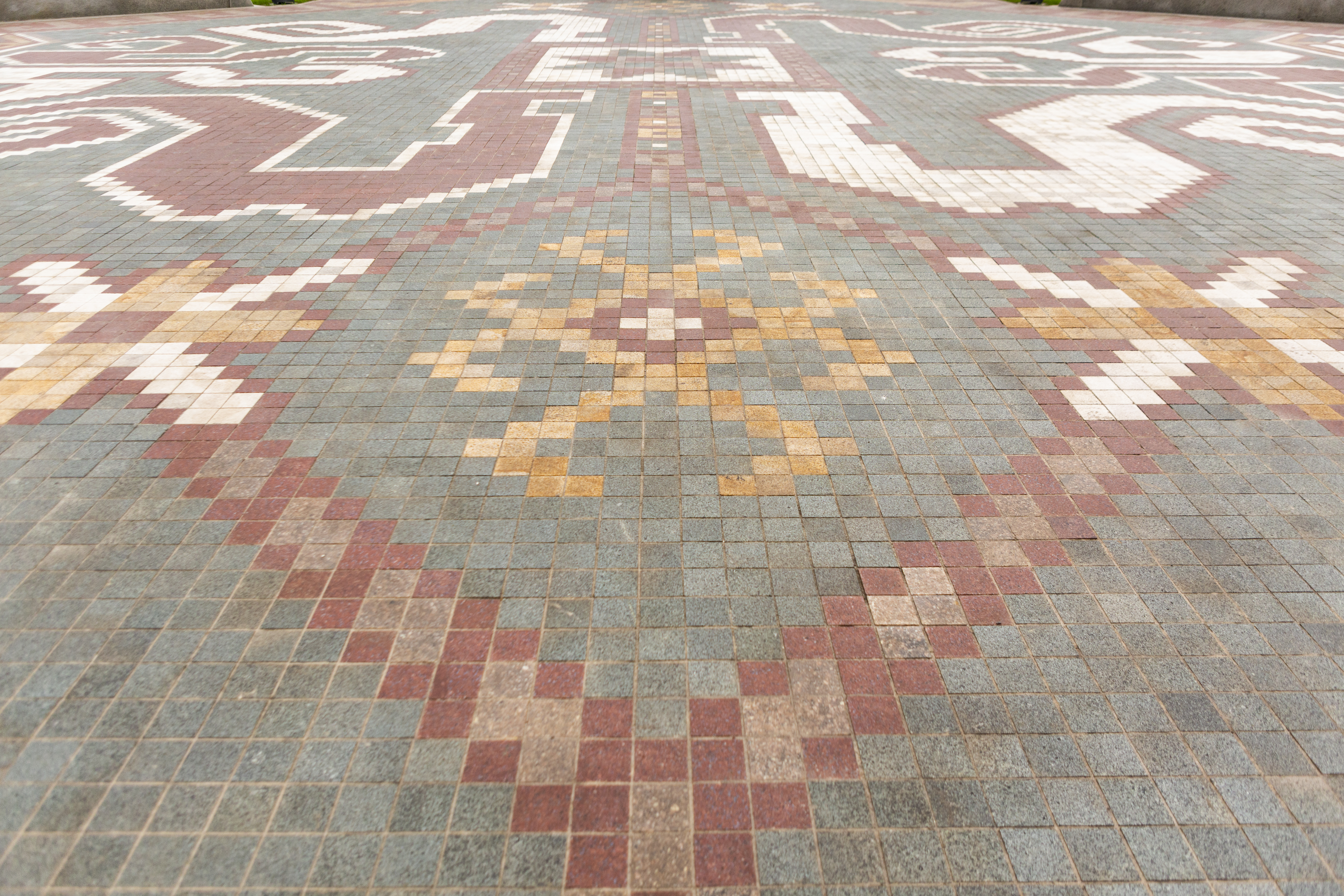
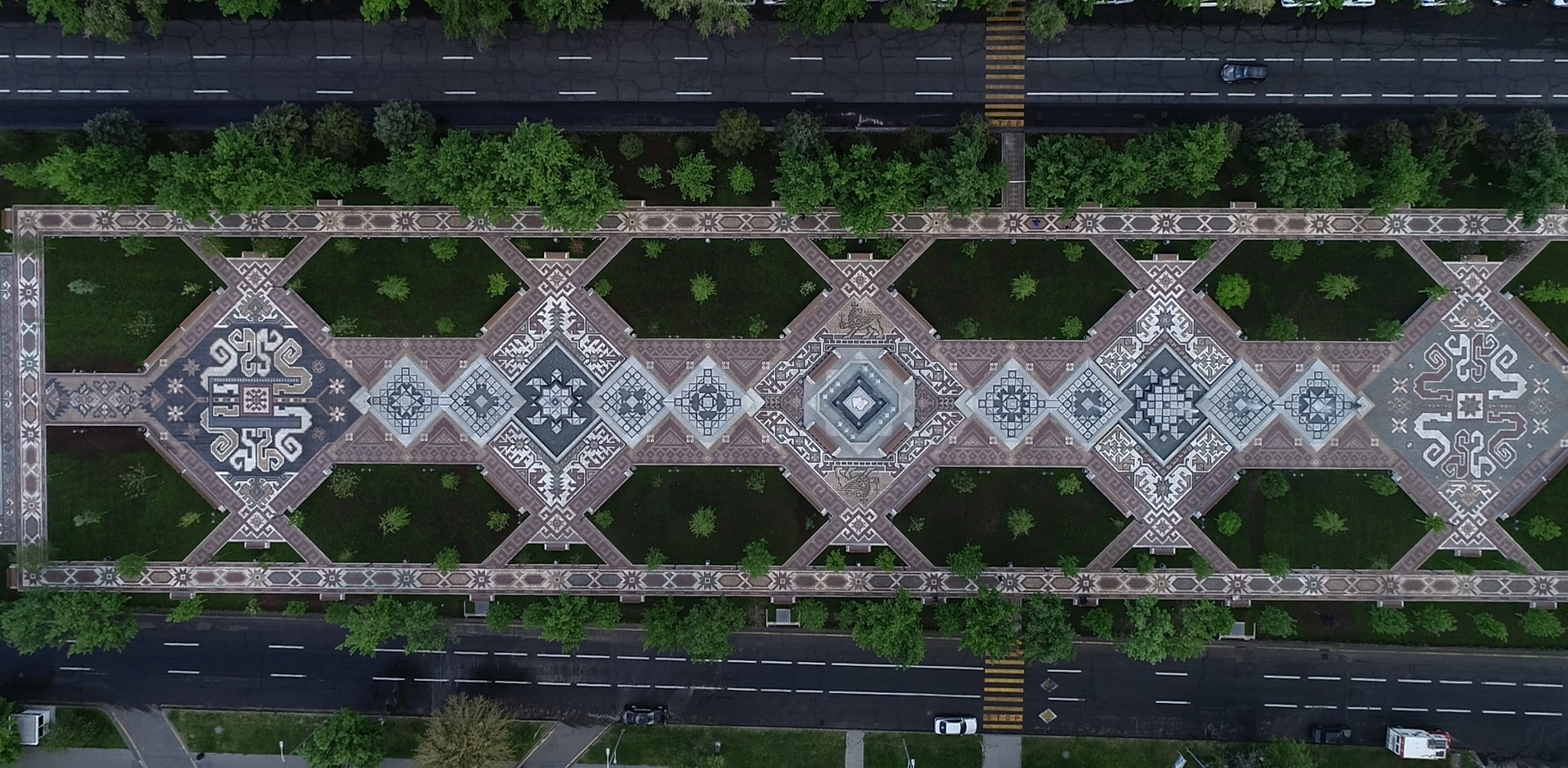
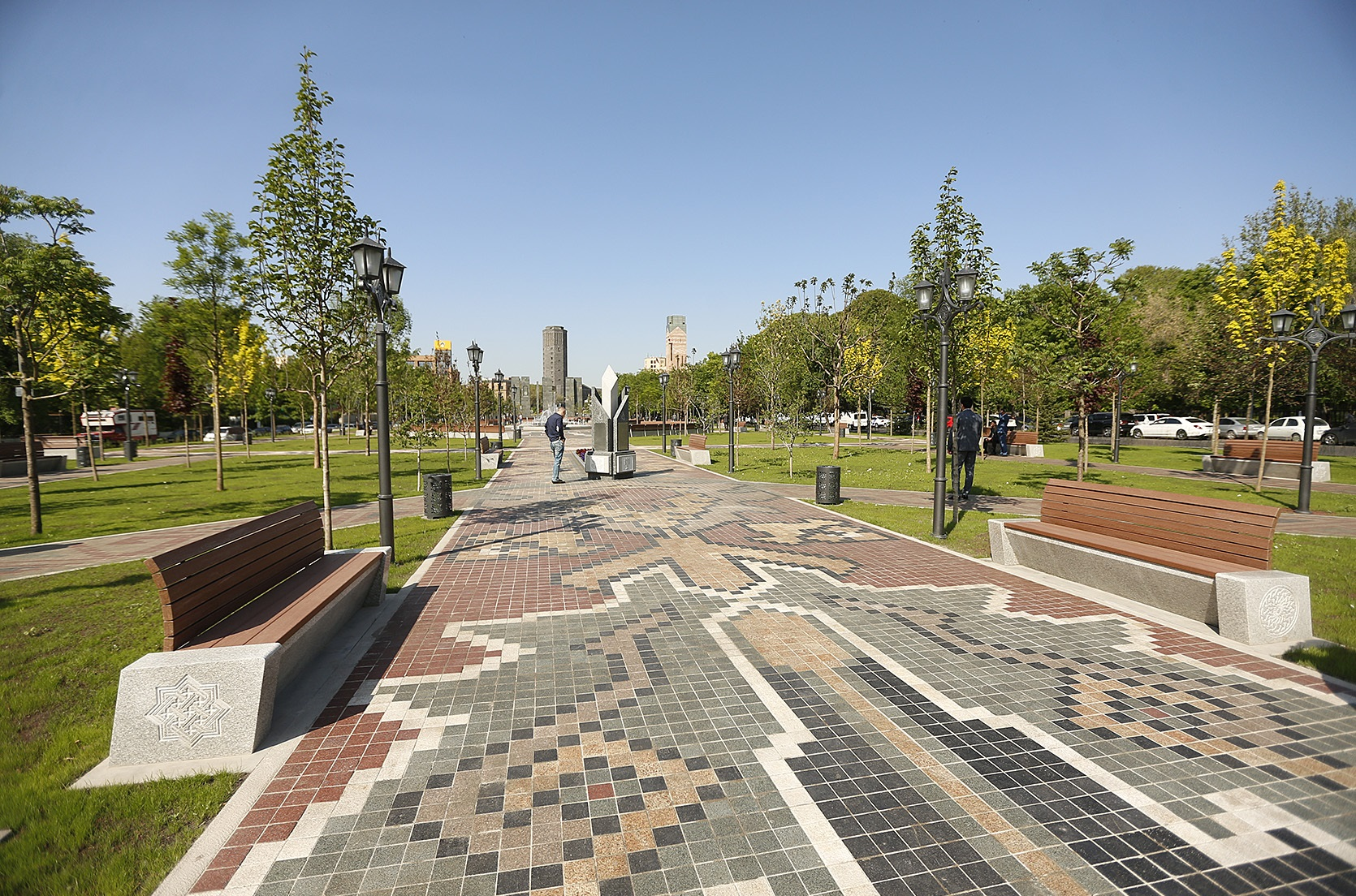

## Statues
Dans le parc 7 statues de bronze commandées et préparé spécialement pour le parc ont été placées. L'entrée du parc est décorée de statues de bronze de taureau et de lion faites par analogie avec les fresques de la forteresse d'Erebuni. Dans les bassins situés dans les 4 coins de la fontaine à la forme de la carte d’Erevanil y a 4 statues aquatiques en bronze d’enfants (“Sollicitude”, “Imagination”, “Bonheur”, “Pureté”), ainsi qu’une statue d’un enfant avec son canot (“Enfance”) sur le site symbolisant le lac d’Erevan. Les statues représentent l'image des enfants d'Erevan dans les années 1970-1980.

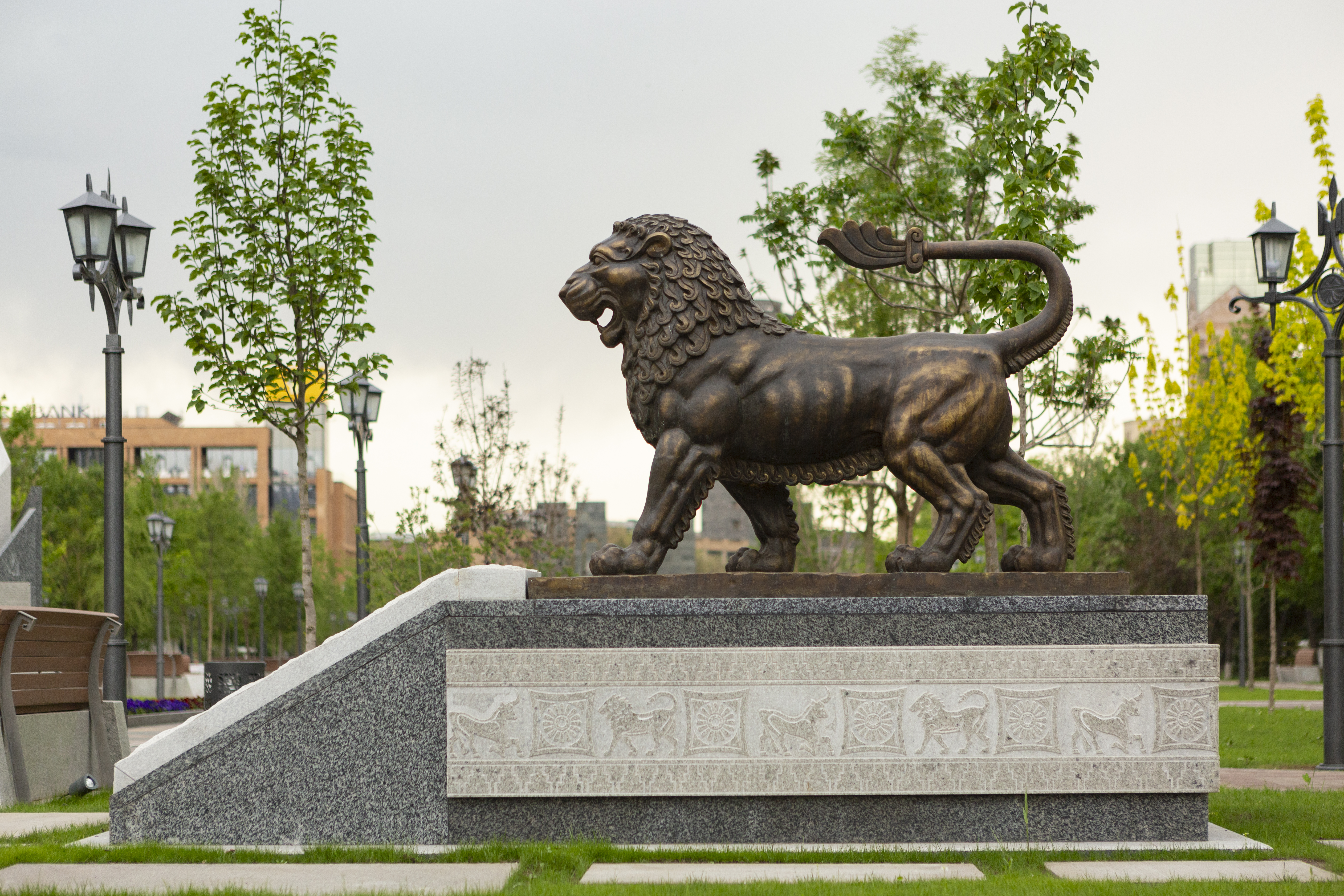
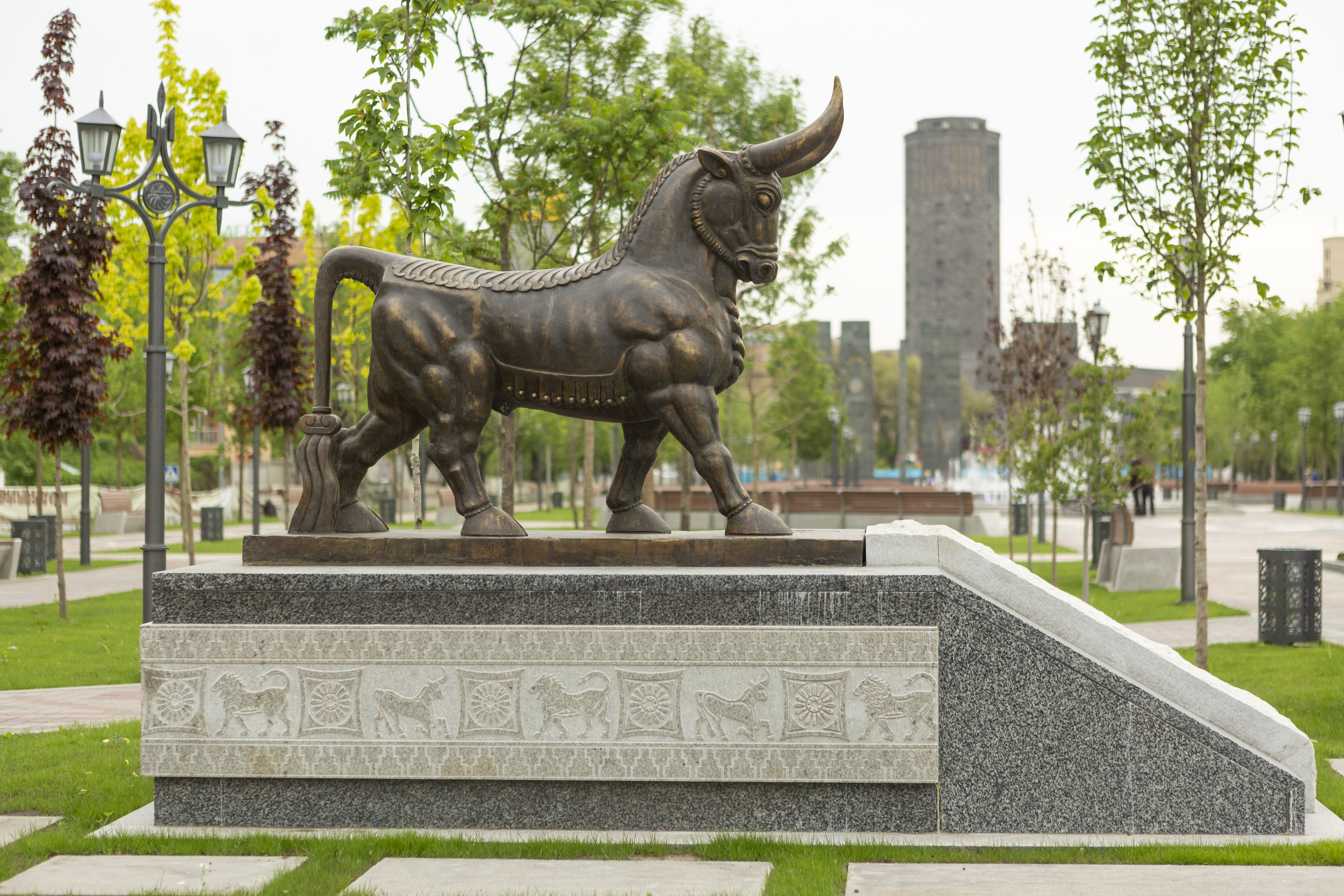
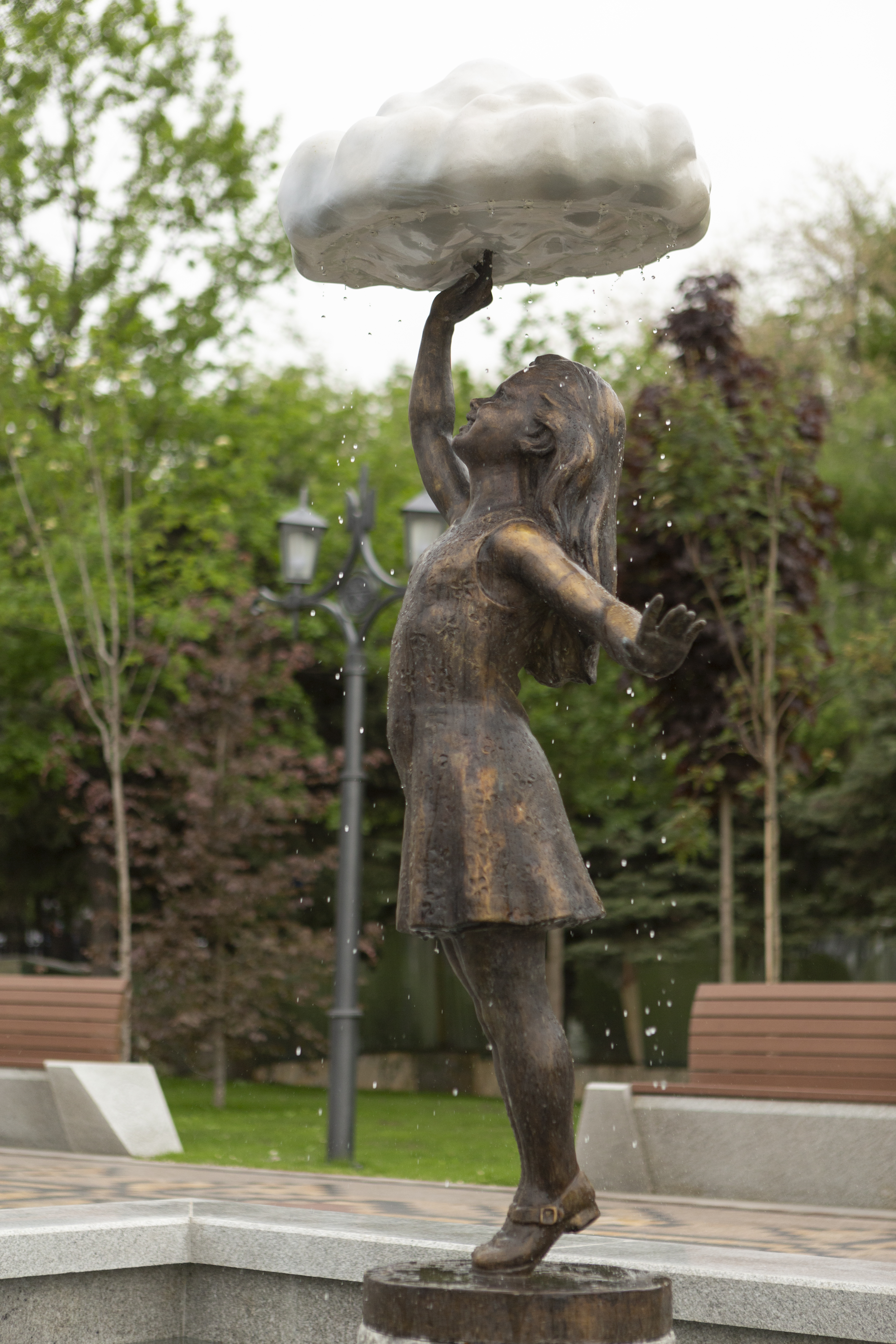
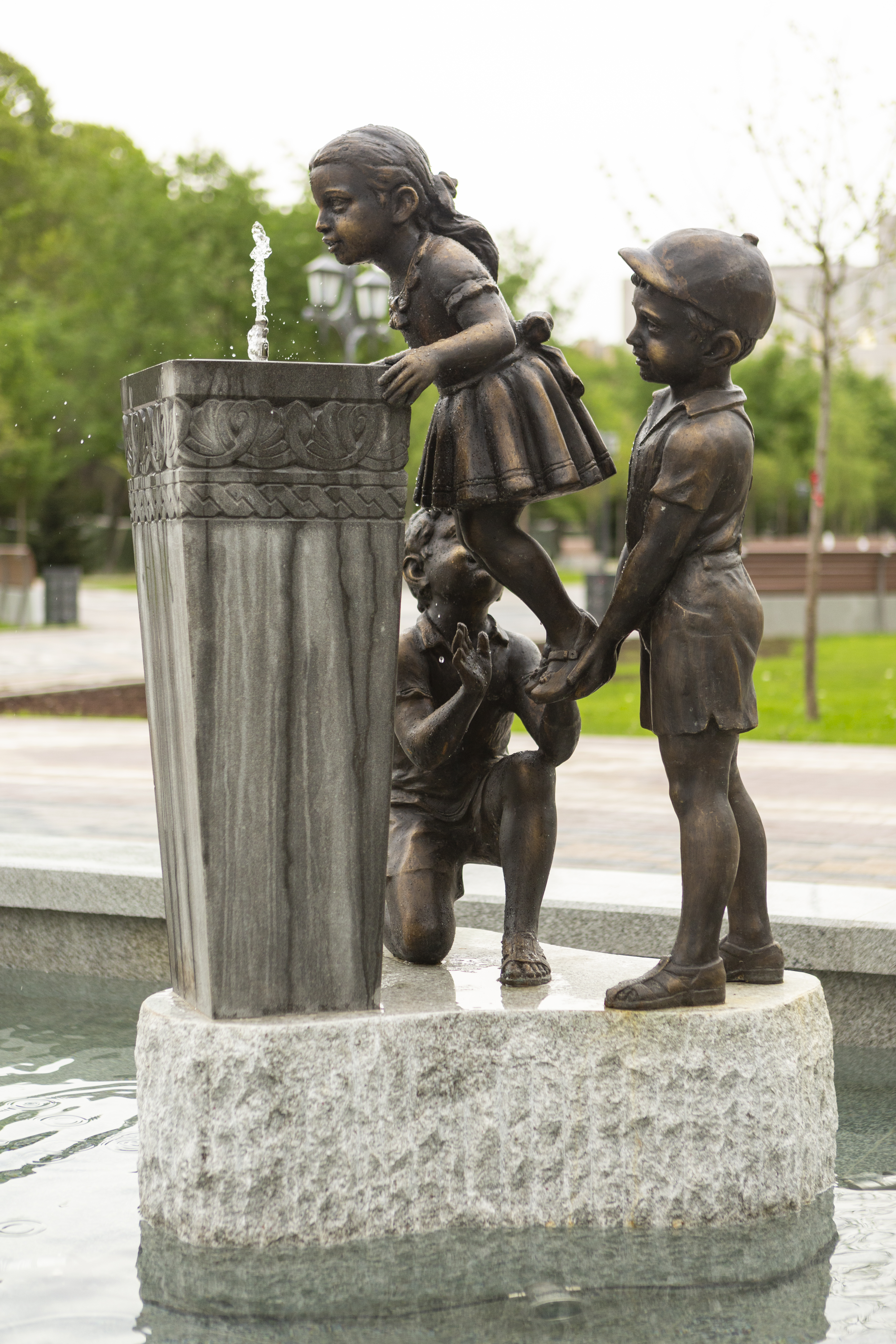
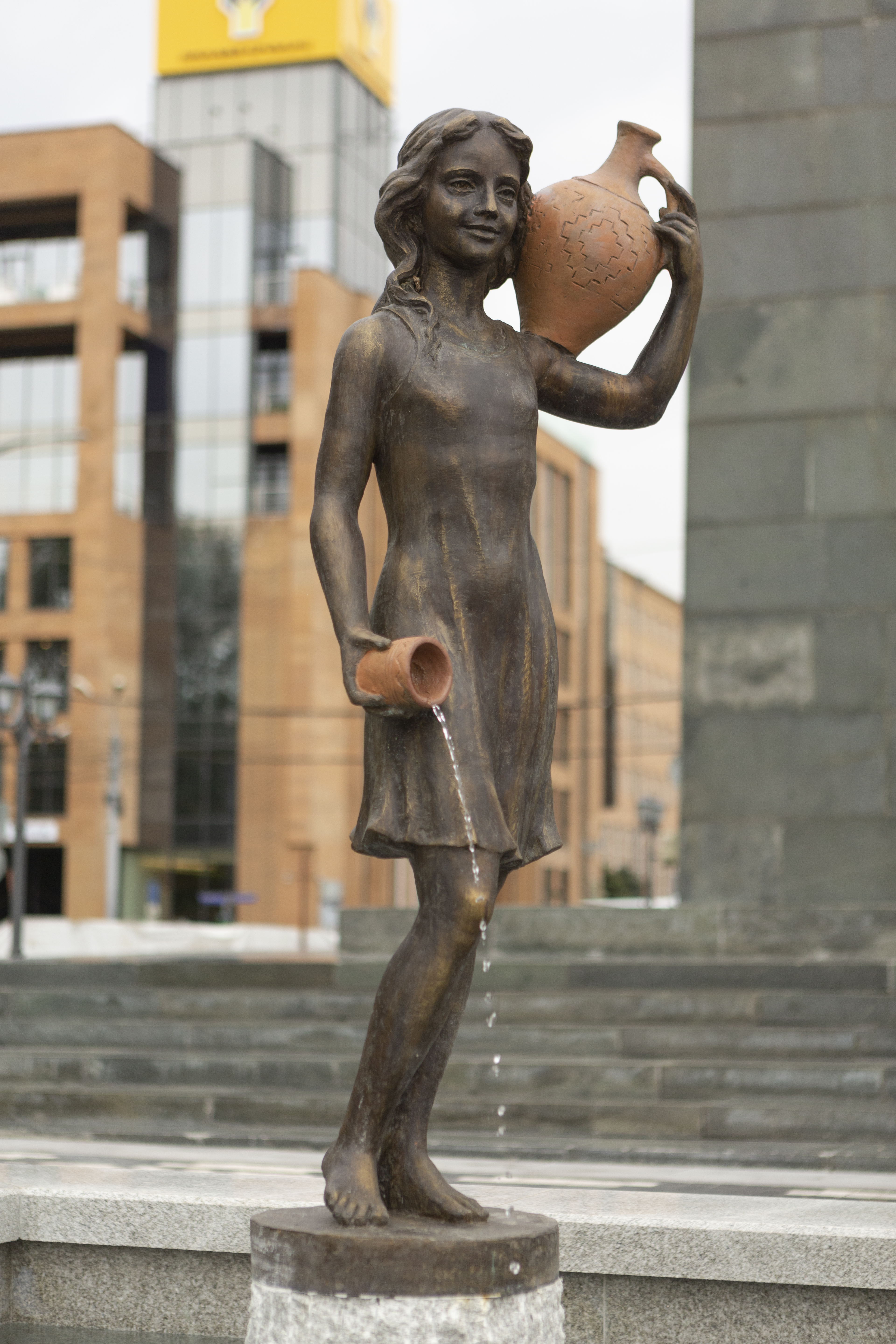
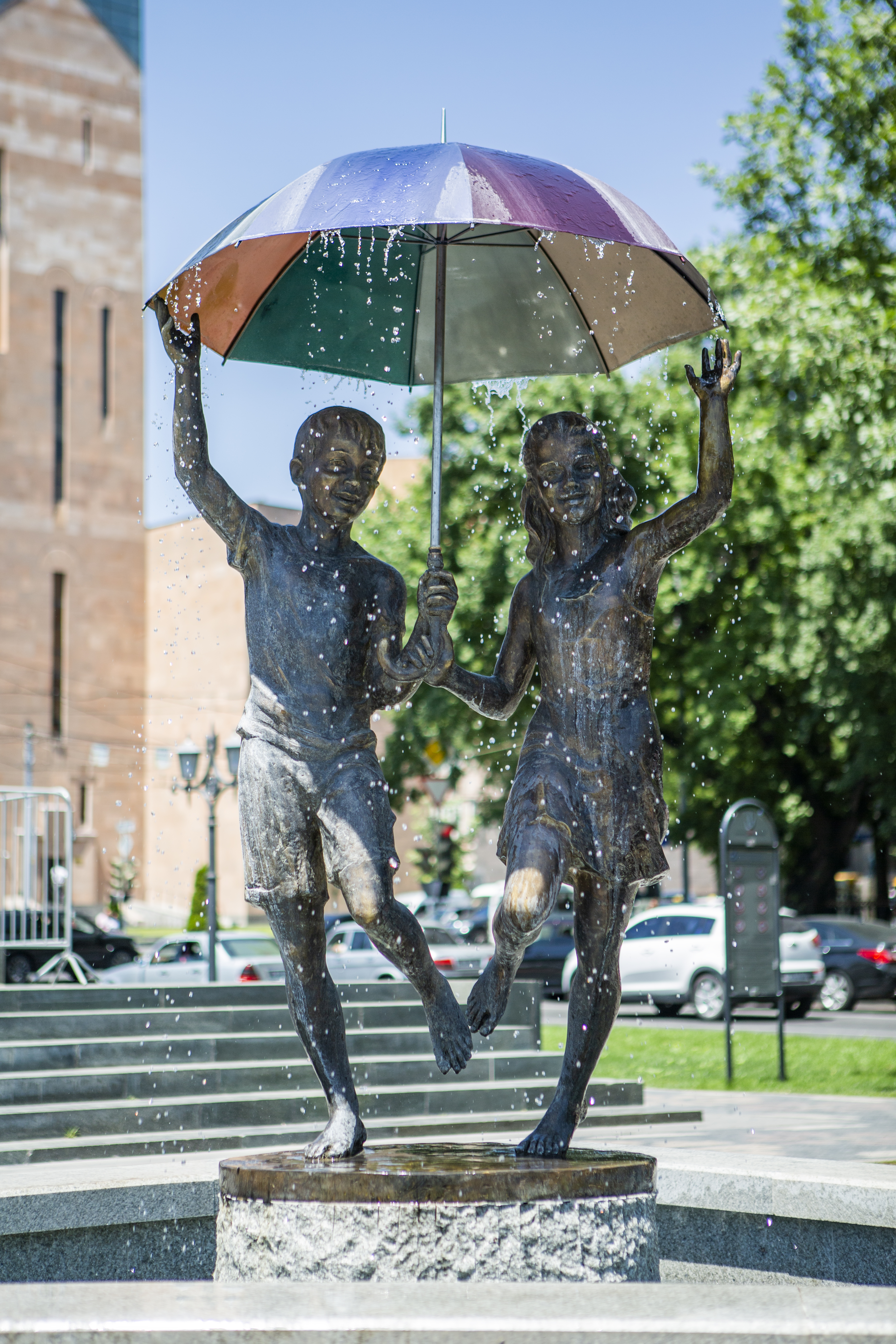
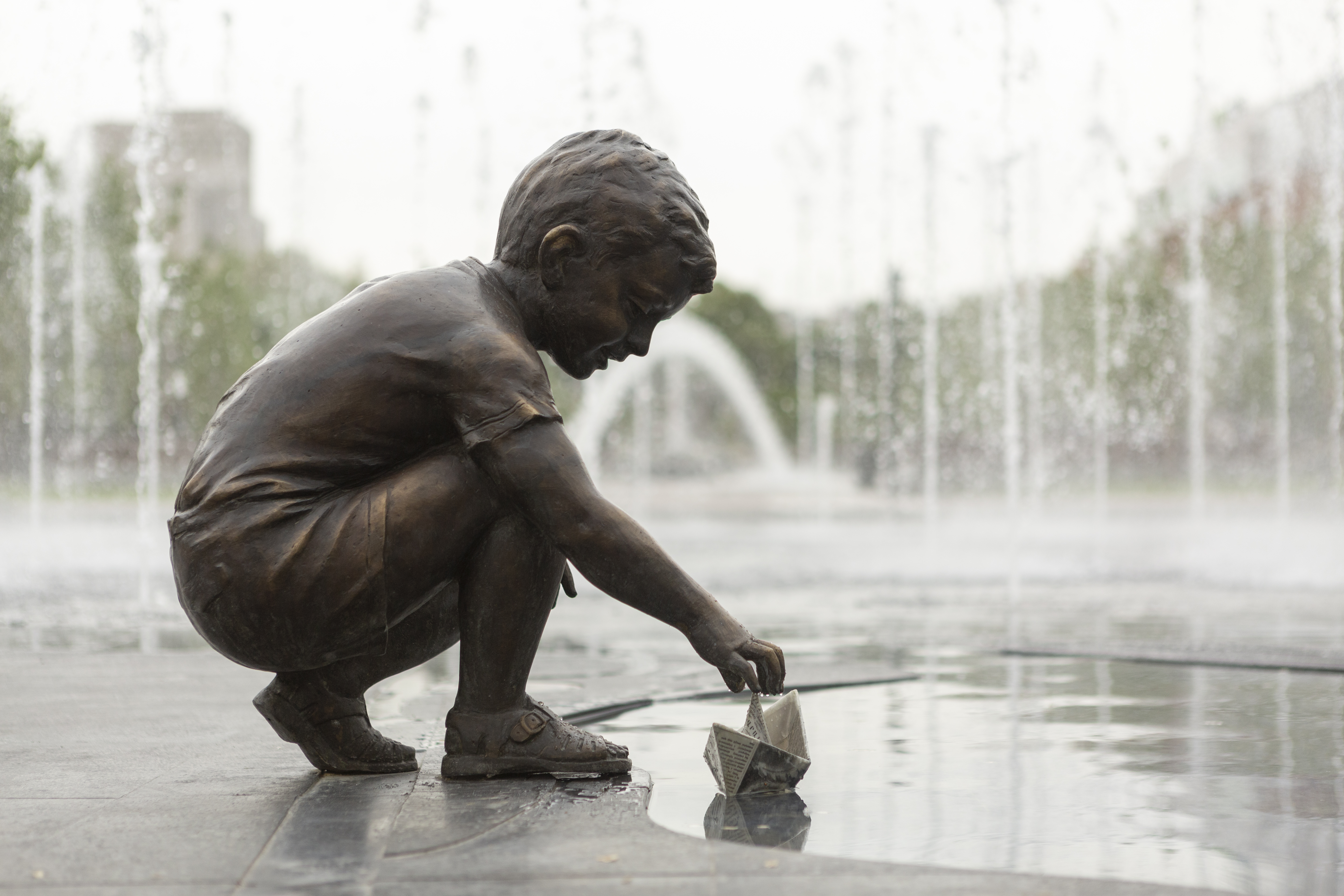

## Des faits intéressants
Il y a 76 bancs, 62 bennes, 126 colonnes d'éclairage du design original sur le territoire du parc. Le Parc du 2800e anniversaire d'Erevan abrite le plus grand nombre d'espèces d'arbres, de bancs, de bennes et de lampadaires par mètre carré en Arménie.
Il y a un capteur de vent de fontaine installé dans le parc, à travers duquel, en fonction de la force du vent, la fontaine voûtée est désactivée, et les jets d'eau des autres fontaines sont réduits afin de ne pas submerger les visiteurs.
L'entrée du parc est gratuite.